# Ківва Фелікс Васильович
Фелікс Васильович Ківва (19 травня 1938, село Короп, нині селище Новгород-Сіверського району Чернігівської області — 20 червня 2021, Харків) — український радіофізик. Доктор фізико-математичних наук (1988), професор (1998). Лауреат Премії Ради Міністрів СРСР (1990).

## Біографія
У 1960 році закінчив радіотехнічний факультет Харківського політехнічного інституту. Після завершення навчання був направлений на роботу до Інституту радіофізики та електроніки імені О. Я. Усикова Національної академії наук України (м. Харків), де працював до кінця життя.
У 1980—1994 роках обіймав посаду заступника директора Інституту з наукової роботи. Від 1994 року — завідувач відділу поширення радіохвиль у природних середовищах. У цей період він також курував роботу створеного при Інституті Спеціального конструкторсько-технологічного бюро.

## Наукова діяльність
Наукова діяльність Ківви охоплювала широке коло питань радіофізики:
- поширення і розсіювання радіохвиль у природному середовищі (зокрема над морем і океаном, у статично неоднорідній атмосфері),
- радіолокація та розпізнавання радіолокаційних образів об'єктів,
- електромагнітна екологія,
- вплив електромагнітного випромінювання на людину та тварин.

Під його керівництвом було підготовлено 7 кандидатів наук.
Був керівником наукових напрямів з дистанційного зондування Землі з космосу, спеціалізованих радіосистем, а також широкосмугового космічного зв'язку у міліметровому діапазоні.

## Наукові програми
Під його керівництвом в Інституті були розроблені та реалізовані низка фундаментальних наукових і прикладних програм:
- «Світовий океан»,
- «Дистанційне зондування Землі з космосу»,
- «Активні радіолокаційні системи захисту спеціальної техніки та споруд»,
- «Системи широкосмугового космічного зв'язку та ретрансляції міліметрового діапазону».
- У 1990 р. Ківві разом з колективом була присуджена Премія Ради Міністрів СРСР.

## Основні праці
- Статистические характеристики показателя преломления в приводном слое атмосферы и океана // Изв. АН СССР. Физика атмосферы и океана. 1978. Т. 14, № 5 (співавтор);
- Распространение радиоволн УКВ диапазона в Мировом океане // Радиофизические исследования Мирового океана: Сб. науч. тр. Х., 1992 (співавтор);
- Comparison of different approaches for obtaining the values of boundary layer radiometeorological parameters // Turkish J. Physics. 1995. Vol. 19, № 3;
- Экологический словарь. Х., 1999 (співавтор);
- Особенности воздействия широкополосных низкоинтенсивных электромагнитных сигналов на семена растений и каринобактерии // Радиоэлектроника и информатика. 2007. № 2 (співавтор).